# Campeonato Paranaense de Segunda División 2025
La Segunda División 2025 fue la 61.ª edición de la segunda división de fútbol del estado de Paraná. El torneo fue organizado por la Federação Paranaense de Futebol (FPF). El torneo comenzará el 12 de abril.

## Sistema de juego[1]

### Primera fase
Los 10 equipos se enfrentan en modalidad de todos contra todos a una sola rueda. Culminadas las nueve fechas, los ocho primeros puestos acceden a los cuartos de final. Los dos últimos posicionados descenderán a Tercera División.

### Segunda fase
- Cuartos de final: Los enfrentamientos de cuartos de final se emparejan con respecto al puntaje de la primera fase, de la siguiente forma:
  - 1.º vs. 8.º
  - 2.º vs. 7.º
  - 3.º vs. 6.º
  - 4.º vs. 5.º

- Semifinales: Los enfrentamientos de las semifinales se jugarán de la siguiente forma:
  - (1.º vs. 8.º) vs. (4.º vs. 5.º)
  - (2.º vs. 7.º) vs. (3.º vs. 6.º)

- Final: Los dos ganadores de las semifinales disputan la final.

- Nota 1: Tanto cuartos de final, semifinales como la final se juegan en partidos de ida y vuelta, el equipo con menor puntaje acumulado hasta el momento del enfrentamiento hará como local en el primer partido.
- Nota 2: En caso de empate en puntos y diferencia de goles en cualquier llave, el ganador se decidirá en tanda de penales. No se consideran los goles de visita.

## Equipos participantes
| Equipo           | Ciudad           | Estadio (Capacidad)                | Posición 2025       | Títulos (último)     |
| ---------------- | ---------------- | ---------------------------------- | ------------------- | -------------------- |
| Batel            | Guarapuava       | Waldomiro Gelinski (3 516)         | 1.º (3.ª división)  | 0                    |
| Foz do Iguaçu    | Foz do Iguaçu    | Estádio do ABC (5 000)             | 8.º                 | 0                    |
| Galo Maringá     | Maringá          | Willie Davids (16 000)             | 12.º (1.ª división) | 0                    |
| AA Iguaçu        | União da Vitória | Municipal Antiocho Pereira (4 087) | 7.º                 | 3 (1987, 1991, 1996) |
| Laranja Mecânica | Arapongas        | Estádio dos Pássaros (10 440)      | 5.º                 | 0                    |
| Nacional         | Campo Mourão     | Roberto Brzezinski (3 500)         | 6.º                 | 2 (2003, 2008)       |
| Paranavaí        | Paranavaí        | Waldemiro Wagner (4 000)           | 4.º                 | 3 (1967, 1983, 1992) |
| Patriotas        | Curitiba         | Atílio Gionides (4 000)            | 3.º                 | 0                    |
| PSTC             | Alvorada do Sul  | Álvaro Alves (1 018)               | 11.º (1.ª división) | 2 (2015, 2019)       |
| Toledo           | Toledo           | 14 de Diciembre (12 500)           | 2.º (3.ª división)  | 0                    |

| Decrecimiento | Equipos provenientes del Campeonato Paranaense de Primera División 2024. |
| Crecimiento   | Equipos provenientes del Campeonato Paranaense de Tercera División 2024. |

## Primera fase

### Tabla de posiciones
| Pos. | Equipo           | Pts. | PJ | G | E | P | GF | GC | Dif. | Clasificación          |
| ---- | ---------------- | ---- | -- | - | - | - | -- | -- | ---- | ---------------------- |
| 1    | Galo Maringá     | 23   | 9  | 7 | 2 | 0 | 18 | 4  | +14  | Fase final.            |
| 2    | Paranavaí        | 17   | 9  | 5 | 2 | 2 | 16 | 6  | +10  | Fase final.            |
| 3    | Foz do Iguaçu    | 17   | 9  | 5 | 2 | 2 | 17 | 9  | +8   | Fase final.            |
| 4    | Patriotas        | 13   | 9  | 4 | 1 | 4 | 9  | 15 | −6   | Fase final.            |
| 5    | Nacional         | 11   | 9  | 3 | 2 | 4 | 9  | 12 | −3   | Fase final.            |
| 6    | Batel            | 10   | 9  | 2 | 4 | 3 | 10 | 13 | −3   | Fase final.            |
| 7    | Laranja Mecânica | 10   | 9  | 2 | 4 | 3 | 5  | 9  | −4   | Fase final.            |
| 8    | Toledo           | 9    | 9  | 2 | 3 | 4 | 6  | 13 | −7   | Fase final.            |
| 9    | AA Iguaçu        | 6    | 9  | 1 | 3 | 5 | 10 | 14 | −4   | Descenso de categoría. |
| 10   | PSTC             | 6    | 9  | 1 | 3 | 5 | 7  | 12 | −5   | Descenso de categoría. |

 Fuente: FPF
Criterios de clasificación: 1) Puntos; 2) Partidos ganados; 3) Diferencia de gol; 4) Goles anotados; 5) Enfrentamiento directo entre los equipos en cuestión; 6) Menor cantidad de tarjetas rojas; 7) Menor cantidad de tarjetas amarillas; 8) Sorteo.

## Fase final

#### Cuadro de desarrollo
|  | Cuartos de final | Cuartos de final | Cuartos de final | Cuartos de final | Cuartos de final |   |               | Semifinales   | Semifinales | Semifinales | Semifinales | Semifinales |  |              | Final        | Final | Final | Final | Final |  |
|  |                  |                  |                  |                  |                  |   |               |               |             |             |             |             |  |              |              |       |       |       |       |  |
|  |                  |                  |                  |                  |                  |   |               |               |             |             |             |             |  |              |              |       |       |       |       |  |
|  | 1                | Galo Maringá     | 3                | 7                | 10               |   |               |               |             |             |             |             |  |              |              |       |       |       |       |  |
|  | 1                | Galo Maringá     | 3                | 7                | 10               |   |               |               |             |             |             |             |  |              |              |       |       |       |       |  |
|  | 8                | Toledo           | 0                | 0                | 0                |   |               |               |             |             |             |             |  |              |              |       |       |       |       |  |
|  | 8                | Toledo           | 0                | 0                | 0                |   | Galo Maringá  | Galo Maringá  | 2           | 5           | 7           |             |  |              |              |       |       |       |       |  |
|  |                  |                  |                  |                  |                  |   | Galo Maringá  | Galo Maringá  | 2           | 5           | 7           |             |  |              |              |       |       |       |       |  |
|  |                  |                  | Nacional         | Nacional         | 2                | 0 | 2             |               |             |             |             |             |  |              |              |       |       |       |       |  |
|  | 4                | Patriotas        | Nacional         | Nacional         | 2                | 0 | 2             | 0             | 1           | 1           |             |             |  |              |              |       |       |       |       |  |
|  | 4                | Patriotas        |                  |                  |                  |   |               |               |             | 1           |             |             |  |              |              |       |       |       |       |  |
|  | 5                | Nacional         | 1                | 1                | 2                |   |               |               |             |             |             |             |  |              |              |       |       |       |       |  |
|  | 5                | Nacional         | 1                | 1                | 2                |   |               |               |             |             |             |             |  | Galo Maringá | Galo Maringá | 2     | 3     | 5     |       |  |
|  |                  |                  |                  |                  |                  |   |               |               |             |             |             |             |  | Galo Maringá | Galo Maringá | 2     | 3     | 5     |       |  |
|  |                  |                  | Foz do Iguaçu    | Foz do Iguaçu    | 2                | 1 | 3             |               |             |             |             |             |  |              |              |       |       |       |       |  |
|  | 2                | Paranavaí        | Foz do Iguaçu    | Foz do Iguaçu    | 2                | 1 | 3             | 3             | 1           | 4 (5)       |             |             |  |              |              |       |       |       |       |  |
|  | 2                | Paranavaí        |                  |                  |                  |   |               |               |             | 4 (5)       |             |             |  |              |              |       |       |       |       |  |
|  | 7                | Laranja Mecânica | 2                | 2                | 4 (4)            |   |               |               |             |             |             |             |  |              |              |       |       |       |       |  |
|  | 7                | Laranja Mecânica | 2                | 2                | 4 (4)            |   | Foz do Iguaçu | Foz do Iguaçu | 0           | 2           | 2 (3)       |             |  |              |              |       |       |       |       |  |
|  |                  |                  |                  |                  |                  |   | Foz do Iguaçu | Foz do Iguaçu | 0           | 2           | 2 (3)       |             |  |              |              |       |       |       |       |  |
|  |                  |                  | Paranavaí        | Paranavaí        | 0                | 2 | 2 (2)         |               |             |             |             |             |  |              |              |       |       |       |       |  |
|  | 3                | Foz do Iguaçu    | Paranavaí        | Paranavaí        | 0                | 2 | 2 (2)         | 1             | 4           | 5           |             |             |  |              |              |       |       |       |       |  |
|  | 3                | Foz do Iguaçu    |                  |                  |                  |   |               |               |             | 5           |             |             |  |              |              |       |       |       |       |  |
|  | 6                | Batel            | 0                | 2                | 2                |   |               |               |             |             |             |             |  |              |              |       |       |       |       |  |
|  | 6                | Batel            | 0                | 2                | 2                |   |               |               |             |             |             |             |  |              |              |       |       |       |       |  |
|  |                  |                  |                  |                  |                  |   |               |               |             |             |             |             |  |              |              |       |       |       |       |  |

Nota: El equipo que ocupa la primera línea es el que define la serie como local.
| Crecimiento | Equipos ascendidos al Campeonato Paranaense de Primera División 2026. |

| Bandera del estado de Paraná |
| Campeón                      |
| Galo Maringá 1.er título     |